# Liptay Katalin
Liptay Katalin (Salgótarján, 1950. május 13. –) magyar újságíró, tanár.

## Élete
Liptay Jenő és Nagy Zsuzsanna gyermekeként született. 1968–1973 között az Eötvös Loránd Tudományegyetem Bölcsészettudományi Kar magyar-angol szakos hallgatója volt. 
1973–1974 között fordító-tolmács, valamint általános iskolai nyelvtanár volt. 1974 óta a Magyar Rádió irodalmi osztályának szerkesztő-riportere.

## Magánélete
1979–1995 között Rónai Béla volt a férje. Egy fiuk született, Rónai Dániel (1989).

## Műsorai
- Irodalmi évfordulónaptár
- A magyar művelődés századai
- Társalgó
- Szóról szóra
- Irodalmi figyelő
- Irodalmi újság
- Esti séta

## Művei
- Attila József: Leben und Schaffen (Szabolcsi Miklóssal, 1978)
- A magyar művelődés századai (Nemeskürty Istvánnal, 1985)
- Erzsébet (névnap-könyv, 1987)